# Agathis ovata
Agathis ovata är en barrträdart som först beskrevs av Charles Moore och Eugène Vieillard, och fick sitt nu gällande namn av Otto Warburg. Agathis ovata ingår i släktet Agathis och familjen Araucariaceae. IUCN kategoriserar arten globalt som starkt hotad. Inga underarter finns listade i Catalogue of Life.

## Bildgalleri

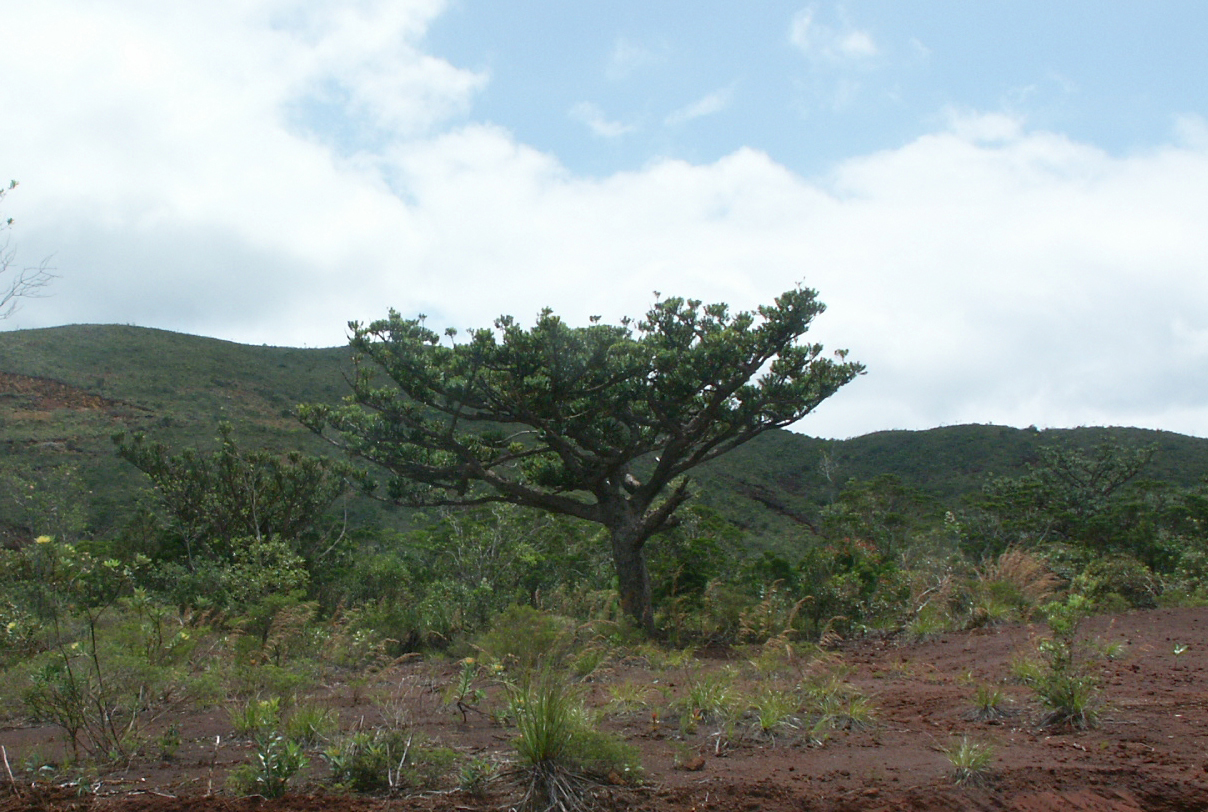
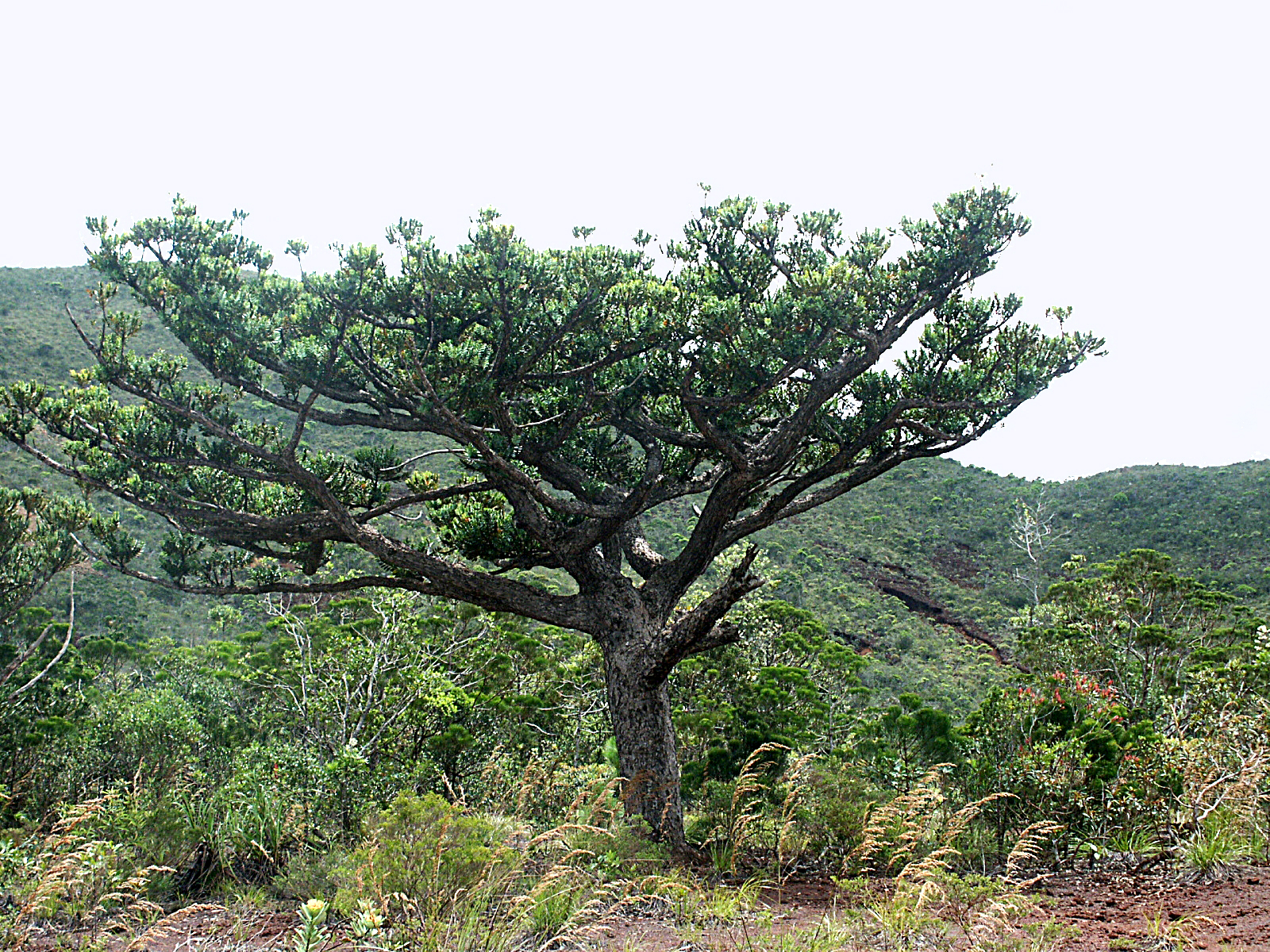
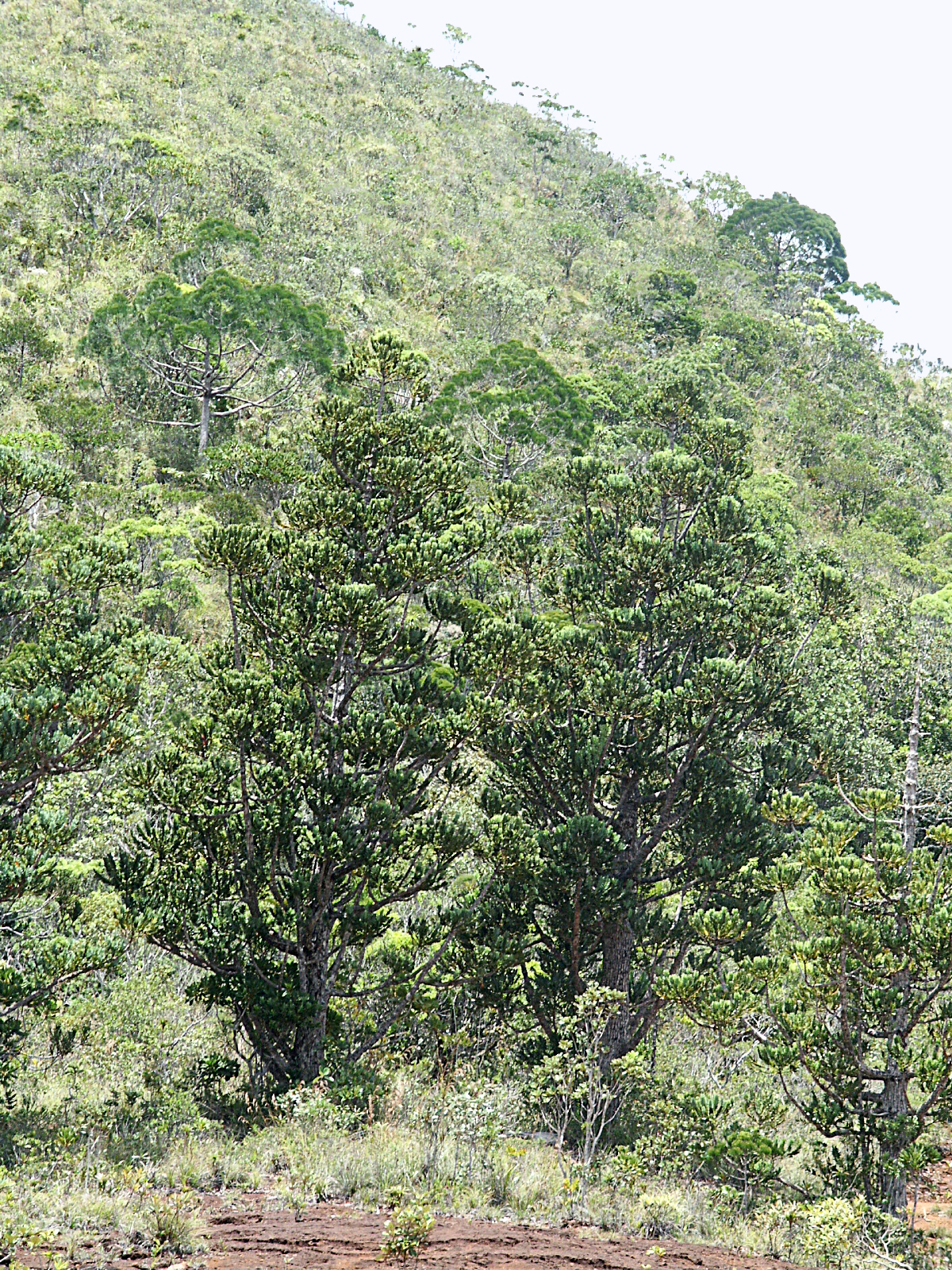
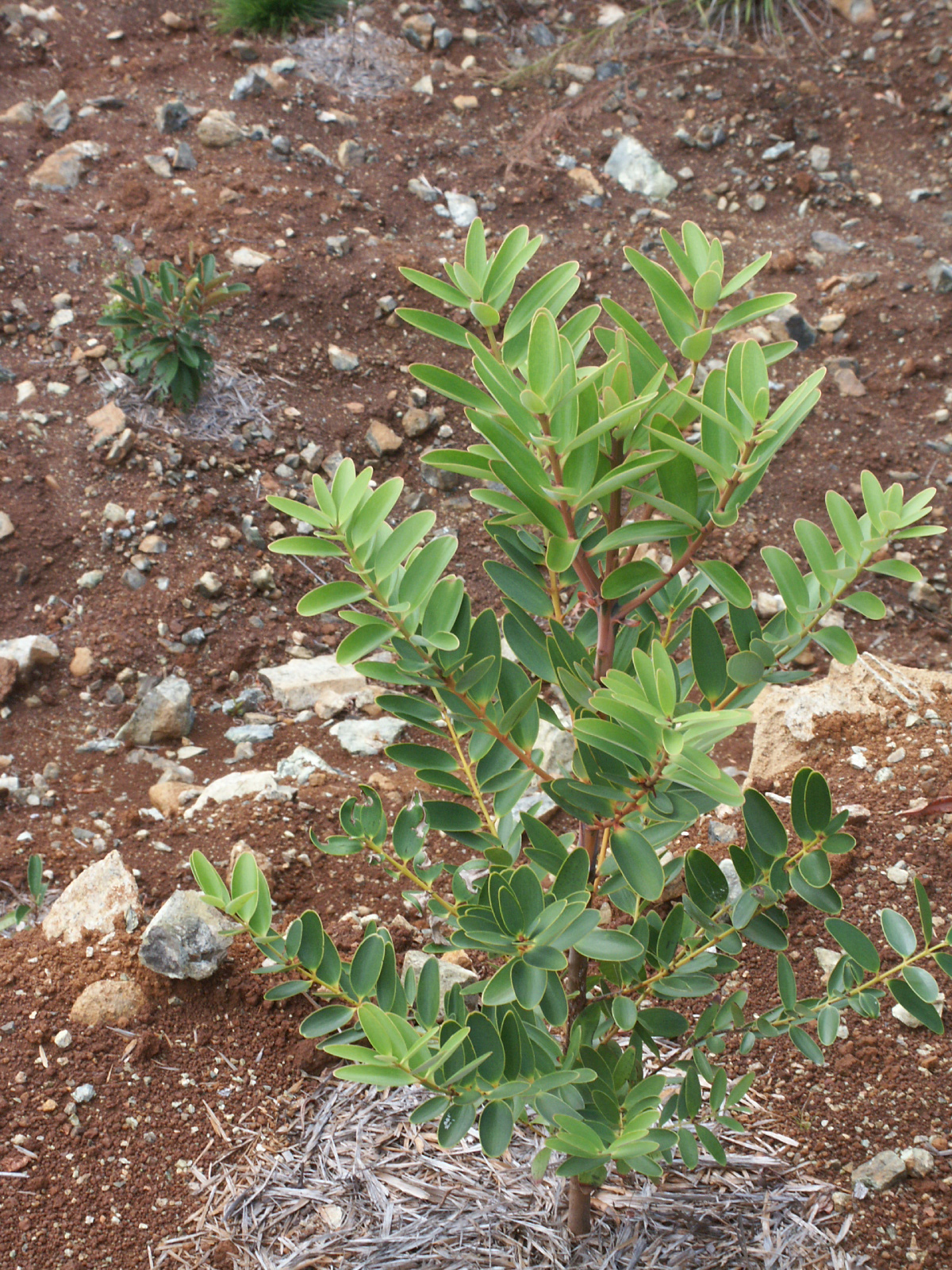
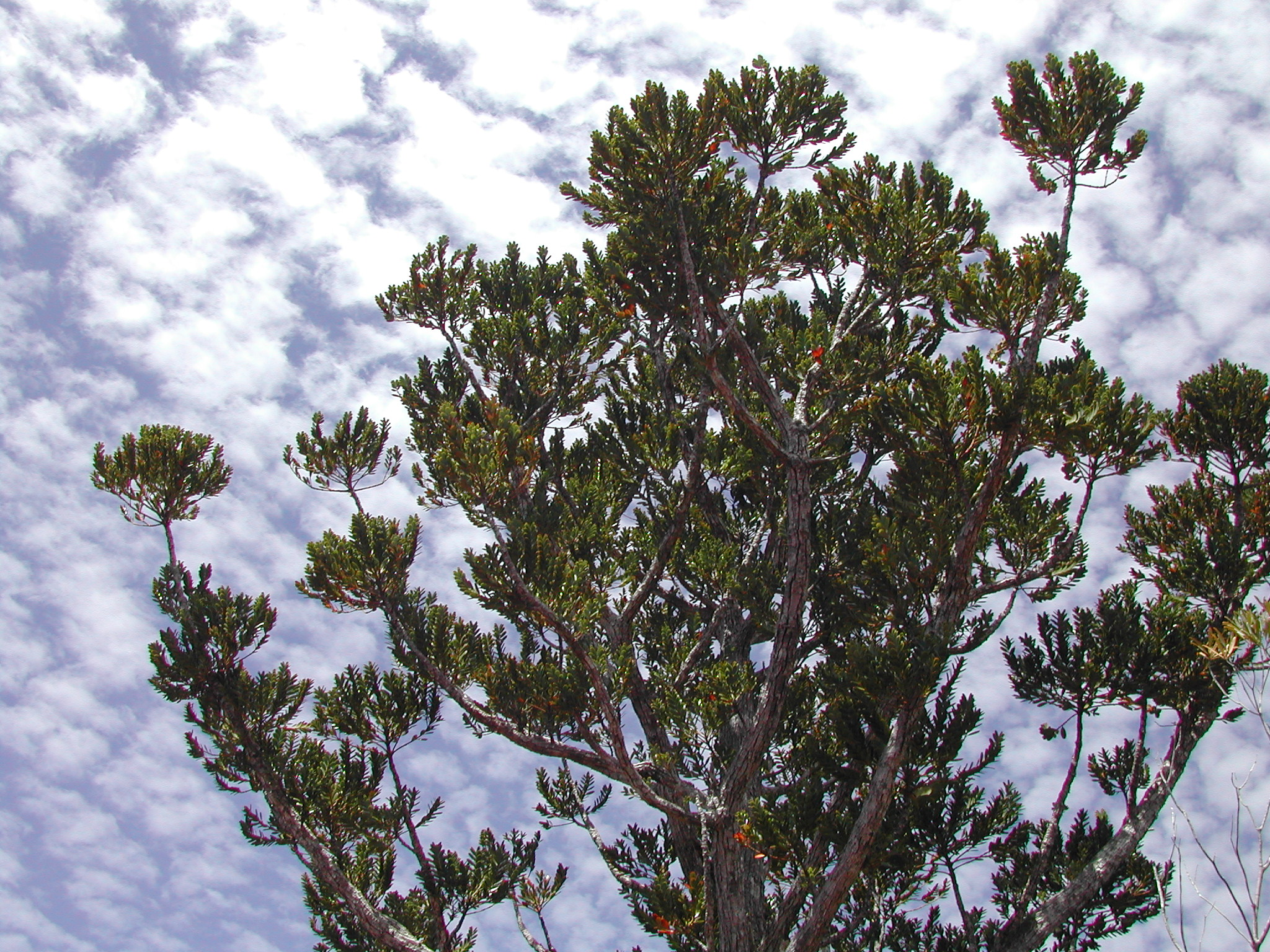
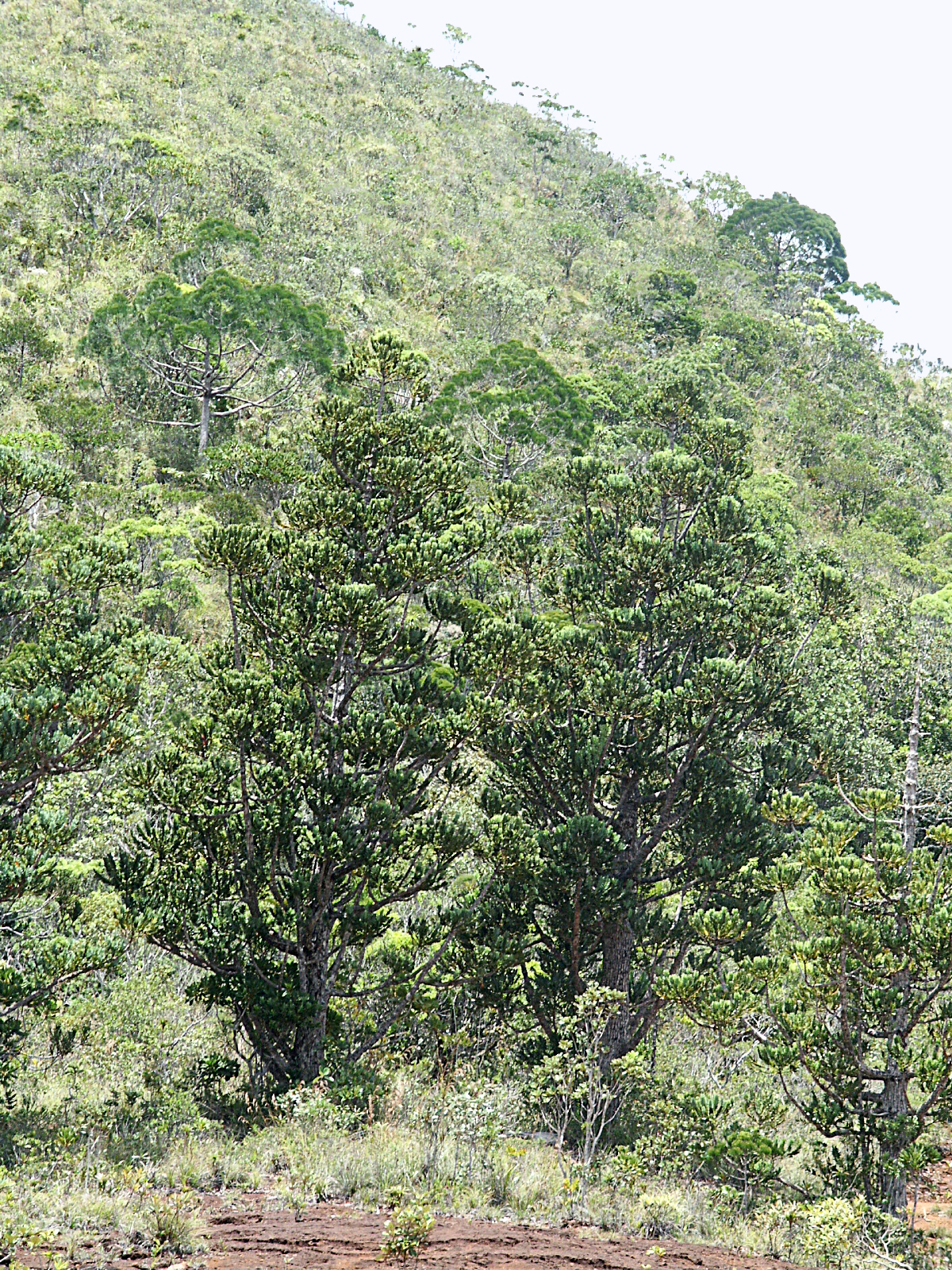